# Бориславский, Алексей Евгеньевич
Алексе́й Евге́ньевич Борисла́вский (17 ноября 1968, Зугрэс) — советский пловец, серебряный призёр Олимпийских игр.

## Карьера
На Олимпиаде в Сеуле Алексей, также как и Раймундас Мажуолис, участвовал в предварительном заплыве эстафеты 4×100 метров вольным стилем, но в финале оба пловца были заменены.